# Sosnová (zámek)
Bývalý zámek Sosnová stojí v jižní části obce Sosnová v okrese Opava. Po necitlivé přestavbě již zámeckou budovu nepřipomíná.

## Historie
První písemná zmínka o obci pochází z roku 1038, kdy je také zmiňována zdejší tvrz, jejíž zbytky patrně obsahuje dům čp. 113. K vystavění, tehdy barokního, zámku došlo až v polovině 17. století za Albrechta Kotulinského z Kotulína. V roce 1689 odkoupil sosnovský statek Jan Julius Frobel, jehož syn nechal v letech 1720–1727 zámek rozšířit a okolo něj vybudoval park s oranžérií. V roce 1865 za Bellegardů došlo ke stržení věží. V roce 1927, kdy už byl v majetku československého státu, prošel úpravou pro potřeby školy. Během posledních úprav v roce 1975 ztratil veškeré historické architektonické prvky.